# Malthonea cumbica
Malthonea cumbica är en skalbaggsart som beskrevs av Maria Helena M. Galileo och Martins 1996. Malthonea cumbica ingår i släktet Malthonea och familjen långhorningar.
Artens utbredningsområde är Venezuela. Inga underarter finns listade i Catalogue of Life.